# Ouratea kananariensis
Ouratea kananariensis är en tvåhjärtbladig växtart som beskrevs av C. Sastre. Ouratea kananariensis ingår i släktet Ouratea och familjen Ochnaceae. Inga underarter finns listade i Catalogue of Life.